# فهمي الزعارير
فهمي الزعارير سياسي فلسطيني من مواليد بلدة السموع عام 1967، بدأ نشاطه السياسي في شبيبة حركة فتح في جامعة بير زيت والتي حصل منها على شهادتي البكالوريس في الكيمياء وماجستير علاقات عربية، يشغل منصب أمين سر المجلس الثوري لحركة فتح منذ عام 2012  بعد أن كان متحدثاً باسم الحركة
في عام 2009، فاز بانتخابات المجلس الثوري الفلسطيني التي عُقدت أثناء المؤتمر السادس لحركة فتح في بيت لحم وصار عضوًا فيه. وفي عام 2015 عين مستشاراً خاصاً بدرجة سفير بناءً على مرسوم رئاسي، وفي عام 2016 عين ناطقاً إعلامياً لحركة فتح، وانتخب امين سر المجلس الوطني الفلسطيني برئاسة روحي فتوح عام 2022. وشغل منصب نائب رئيس لجنة فلسطين في البرلمان العربي حتى انتهاء مهامه في 2024.